# Cesa waggae
Cesa waggae är en fjäril som beskrevs 1898 av Emily Sharpe 1898. Arten ingår i släktet Cesa och familjen juvelvingar (i vid mening). Inga underarter finns listade i Catalogue of Life.

## Utbredning
Denna art förekommer i Somalia och västligaste Etiopien.

## Utseende
C. waggae är en liten gråbrun fjäril. Bakvingen har två korta spetsar i det bakre hörnet. Ovansidan är enfärgad gråbrun förutom en liten orange fläck i det bakre hörnet, medan undersidan har många silverfärgade fläckar.